# Storia del Nagorno Karabakh
Per storia del Nagorno Karabakh devono intendersi le vicende storiche afferenti al territorio, ubicato nel Caucaso meridionale, corrispondente grosso modo all'attuale repubblica dell'Artsakh, fino al 20 febbraio 2017 chiamata Repubblica del Nagorno Karabakh.
Occorre tuttavia sottolineare come l'uso di tale denominazione sia improprio in quanto la stessa viene utilizzata solo a partire dal XIV secolo e i confini dell'area in questione si modificarono nel corso dei secoli.

## L'antichità e il Medioevo

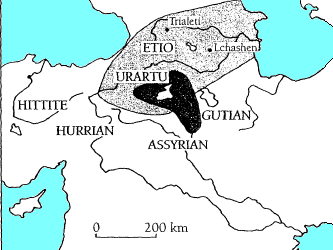
L'estensione della cultura Kura-Araxes (ombreggiatura chiara) mostrata in relazione alle culture successive dell'area, come Urartu (ombreggiatura scura).

La regione del Nagorno Karabakh fa parte delle terre note agli archeologi come sede della cultura Kura-Araxes, perché si è sviluppata nella zona compresa tra questi due fiumi. Poco si conosce della storia più antica della regione, a causa della scarsità di reperti e testimonianze. Secondo le tradizioni locali, fu proprio qui che i discendenti di Noè si stabilirono. In particolare, un figlio di Jafet chiamato Aran fu il primo ad abitare queste terre. Stando invece alle tradizioni dei fedeli dello zoroastrismo, la zona sarebbe la terra natale dei Medi, loro antenati.
Sono stati ritrovati, nell'area che coincide con il Nagorno Karabakh attuale, dei gioielli che riportano, inciso in caratteri cuneiformi il nome di Adad-Nirari, re dell'Assiria (circa 800 a.C.). Ciò significa che, a quel tempo, questo territorio era sotto l'influenza assira o, per lo meno, era attraversato da rotte commerciali che andavano da o per l'Assiria.
Inoltre, vicino al villaggio di Tsovk, è stata ritrovata un'iscrizione di Sardur II, re di Urartu (763-734 a.C.), che dimostra che il suo esercito penetrò fino a questa regione, che nell'iscrizione è nominata "Urtekhini".
Sembra che lo Stato di Mannae, formatosi nella regione di Urmia, si espanse fino al Kura. A partire da circa l'800 a.C. rivendicò anche la regione di Urartu, ma poi fu distrutto dai Medi nel 616. Non è quindi certo che i Mannei siano effettivamente penetrati fino ai territori del Nagorno Karabakh di oggi.
Nell'antichità precristiana, quest'area ha fatto parte (in alcuni periodi che oggi è difficile individuare con precisione) dell'Albania caucasica, e in altri periodi della Grande Armenia. Fu anche parte della provincia romana di Parthia (circa 250 a.C.), chiamata Ardan, di cui un altro nome antico è Artsakh. Nel 95 a.C. la regione fu conquistata da Tigrane II d'Armenia, signore del Regno di Armenia.

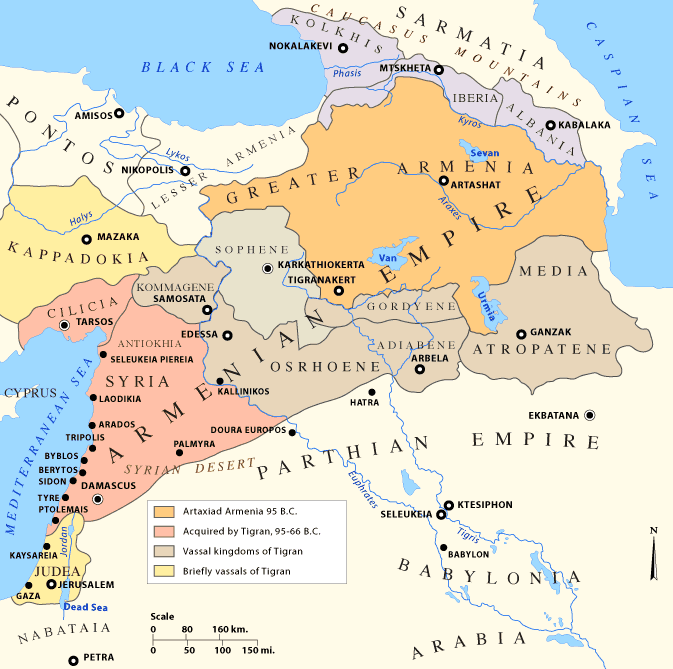
Il Regno di Armenia (95-66 a.C.)

In seguito alla sconfitta di Tigrane II ad opera dei romani nel 66 a.C., Artsakh ritornò a far parte dell'Albània. Gli antichi albanesi e gli armeni si alternarono al dominio del territorio fino all'inizio del IV secolo d.C., quando gli antichi albanesi decisero di riprendersi definitivamente l'Artsakh, che nel 387 tornò a far parte dell'Albània.
Il cristianesimo fu introdotto nel Nagorno Karabakh per la prima volta già nel I secolo ad opera di sant'Eliseo. Fu nel V secolo che il cristianesimo divenne la religione predominante, dopo che San Gregorio Illuminatore battezzò il re albano Urnayr. Nel 488, in seguito ad un'assemblea tenuta presso Aluan (nell'odierno Karabakh), il cristianesimo divenne la religione ufficiale dell'Albània.
Tra il VII e l'VIII secolo la regione fu invasa e saccheggiata dagli arabi, che convertirono parte della popolazione all'Islam. Fu durante il dominio arabo che la Chiesa albana fu sottoposta all'autorità di quella armena, avvicinando così gli albanesi antichi agli armeni in termini di religione, cultura e lingua. Dopo l'VIII secolo, l'Albània vide ridursi notevolmente il suo territorio, ormai composto dal solo principato di Khachen.

## L'età moderna
Nel XV secolo, il territorio del Karabakh fece parte, prima dello Stato di Kara Koyunlu e poi dell'Ak-Koyunlu. Agli inizi del XVI secolo, dopo la caduta di quest'ultimo Stato, la regione passò sotto il controllo della dinastia safavide dell'Iran, che creò la provincia del Ganje-Karabakh. A metà XVIII secolo venne poi formato il khanato del Karabakh.

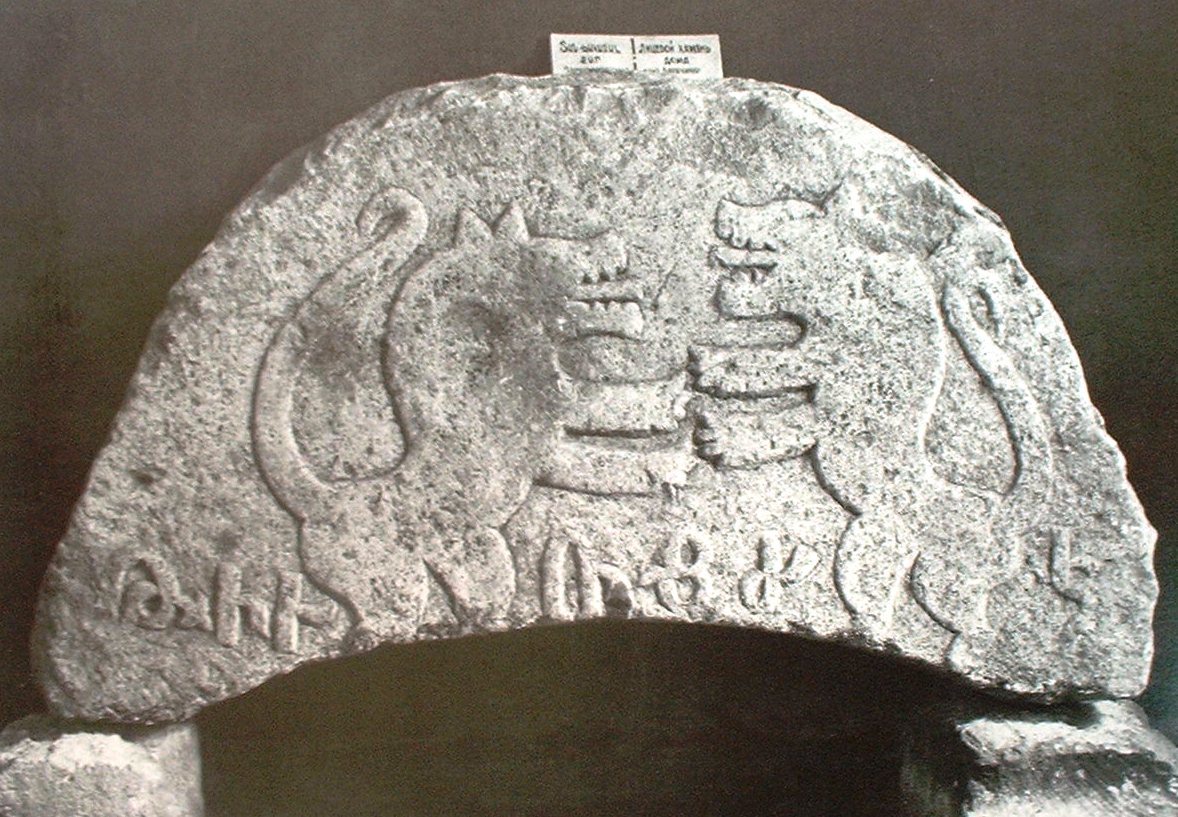
Emblema del Kanato di Gulistan

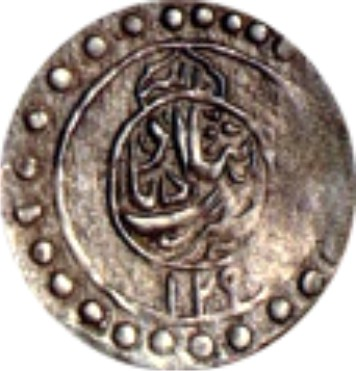
Moneta del Kanato di Gulistan

Con il Trattato di Gulistan del 1813, il Karabakh passò all'Impero russo, dopodiché tutta la Transcaucasia fu annessa alla Russia (Trattato di Turkmenchay del 1828). Nel 1822 il khanato fu sciolto e l'area entrò a fa parte della provincia russa dell'Azerbaigian.
Dopo la Rivoluzione Russa del 1917, il Karabakh fu inglobato nella Federazione Transcaucasica, che ben presto si divise tra Armenia, Azerbaigian e Georgia. L'Azerbaigian rivendicò la propria sovranità sulla provincia, ottenendo tra l'altro l'appoggio dell'Impero ottomano. Ma non riuscendo ad ottenerlo a causa della Repubblica dell'Armenia montanara. Malgrado la sconfitta turca durante la I guerra mondiale, il controllo azero del Karabakh venne riconosciuto nel 1919 dalle potenze alleate, che riconobbero Khosrov-bey Sultanov (nominato dal governo azero) come governatore generale della regione. In prima battuta gli Alleati non determinarono lo status del Karabakh fino all'apertura della Conferenza di pace di Parigi (1919). Mentre gli azeri interpretarono tale scelta come il riconoscimento delle loro rivendicazioni, gli armeni la criticarono aspramente, sostenendo come essa fosse stata dettata dall'interesse alleato verso i giacimenti di petrolio situati nei pressi della capitale azera di Baku. All'epoca il 95% della popolazione era armena.
Nel 1920, la Transcaucasia venne conquistata dai bolscevichi che, al fine di ottenere consensi, promisero di assegnare il Karabakh all'Armenia, insieme al Nakhchivan e alla provincia di Zangezur (una striscia di terra che separa il Nakhichevan dal resto dell'Azerbaigian). Tuttavia, le autorità di Mosca dimostrarono poi interesse verso la neonata Turchia, sperando che anche lì il comunismo potesse trionfare. Al fine di ottenere i favori turchi, Mosca decise nel 1921 di far passare lo Zangezur all'Armenia e di assegnare Karabakh e Nakhchivan all'Azerbaigian filo-turco. Fu così che venne creato l'Oblast Autonomo del Nagorno Karabakh, facente parte della RSS Azera (1923). Gran parte di queste decisioni vennero prese per volere dello stesso Stalin, che, ancor oggi, è molto odiato per questo sia dagli armeni sia dagli azeri.

## Lo scioglimento dell'URSS e l'indipendenzade facto

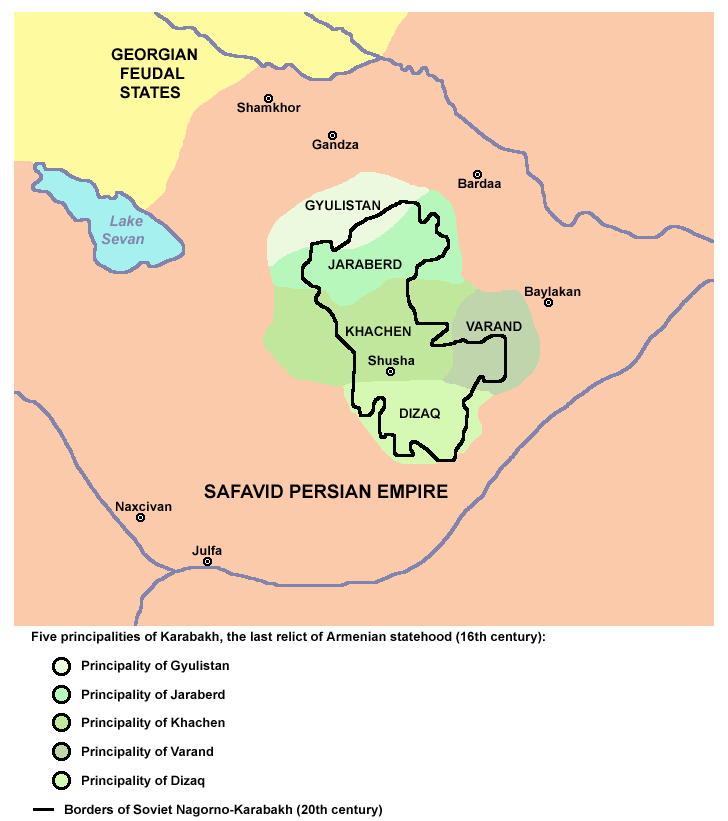

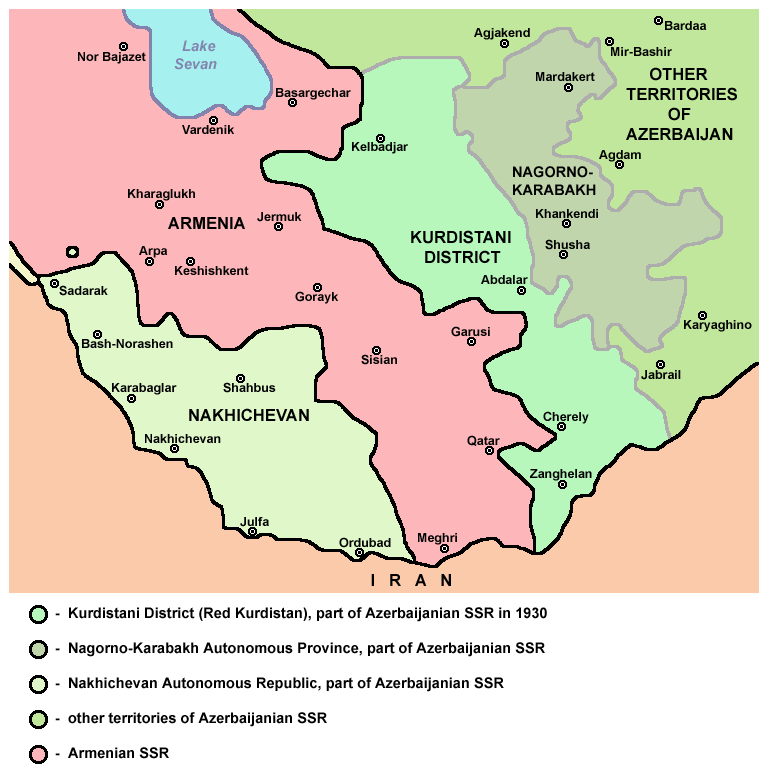

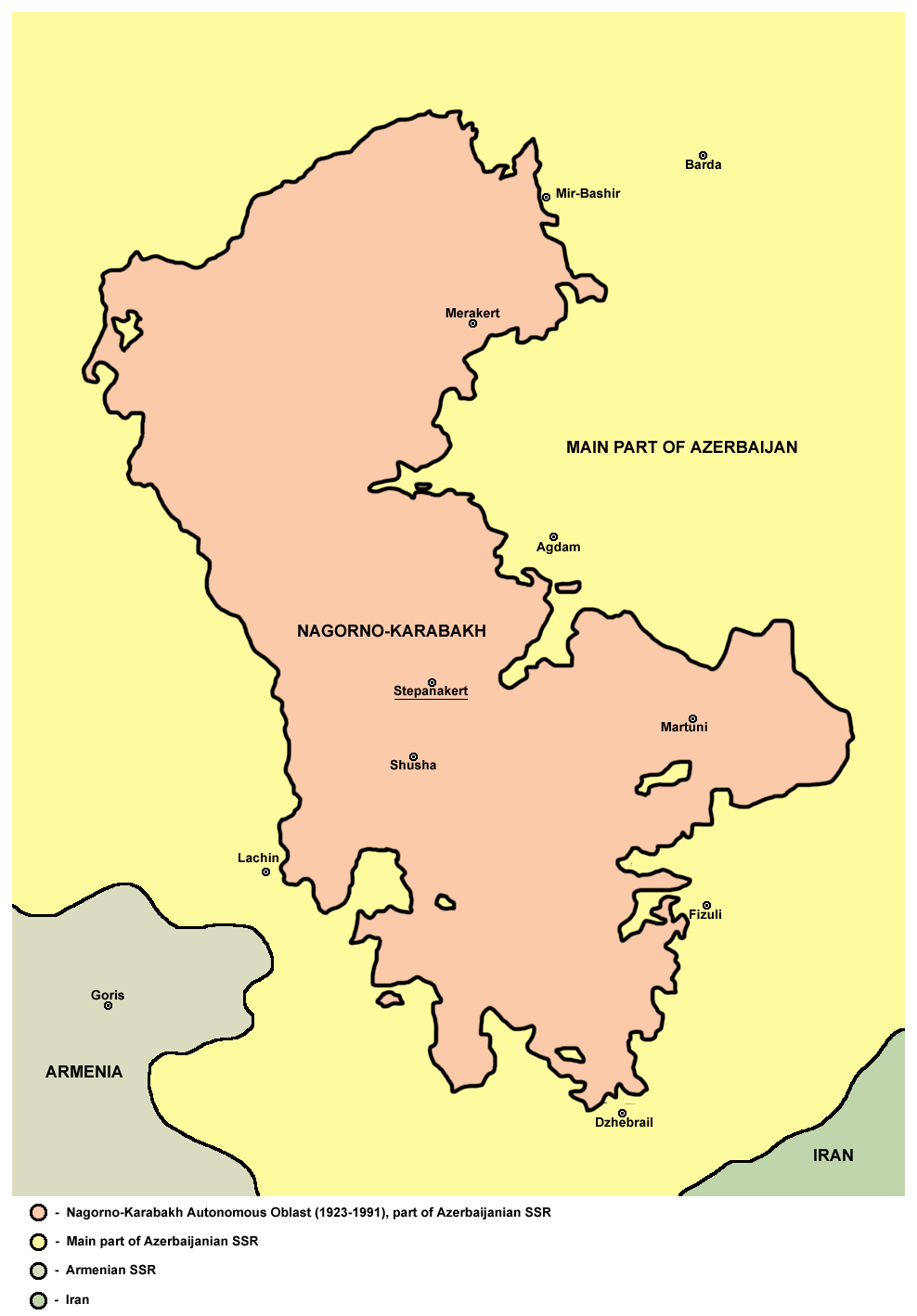

Con la dissoluzione dell'Unione Sovietica tra la fine degli anni ottanta e l'inizio degli anni novanta, la questione del Nagorno Karabakh riemerse. Lamentando l'azerificazione forzata della regione operata da Baku, la locale popolazione armena, con il supporto ideologico e materiale dell'Armenia stessa, cominciò a mobilitarsi per riunire la regione alle madrepatria.
Il 20 febbraio 1988, i deputati armeni del Consiglio Nazionale del Nagorno Karabakh votarono per riunire la regione all'Armenia. Il 24 dello stesso mese, uno scontro tra azeri e armeni presso Askeran (sulla via che collega Step'anakert ad Ağdam) degenerò e si ebbero 50 feriti tra gli armeni, mentre un poliziotto, forse armeno, uccise due azeri (Bakhtiyar Guliyev e Ali Hajiyev). Il 27 febbraio, parlando alla TV nazionale, il deputato sovietico, generale A. Katusev, riferì la nazionalità delle due vittime. In poche ore si scatenò un vero e proprio pogrom contro gli armeni della città di Sumgait (25 km a nord di Baku). Il massacro si protrasse per tre giorni: stando alle fonti ufficiali vi furono 32 morti (6 azeri e 26 armeni), anche se stando alle informazioni possedute dal Congresso americano le vittime armene furono molte di più: circa un centinaio.
Episodi simili si ebbero contro gli azeri nelle città armene di Spitak e Ghugark. Molte persone lasciarono l'Azerbaigian per l'Armenia (e viceversa) a causa dei pogrom che si scatenavano contro le minoranze etniche. Nell'autunno del 1989 le violenze aumentarono e fu così che Mosca decise di dare alle autorità azere maggiori poteri, al fine di riuscire a controllare la regione. Tale mossa si rivelò però un fallimento, dato che una sessione unita del Soviet Supremo armeno e del Consiglio Nazionale del Nagorno Karabakh proclamò l'unificazione con l'Armenia. A metà gennaio del 1990, una protesta degli azeri a Baku degenerò in un altro episodio di violenza contro gli armeni rimasti. Mosca intervenne inviando le sue truppe che soppressero il Fronte Popolare dell'Azerbaigian e insediarono Mutabilov come presidente. Durante le azioni per contenere la rivolta, le truppe sovietiche uccisero 122 rivoltosi azeri, mentre il segretario del Soviet Supremo Michail Gorbačëv accusò l'APF di voler creare una repubblica islamica in Azerbaigian. Tali eventi determinarono l'allontanamento del popolo azero da Mosca.

## La guerra
Il conflitto scoppiò in seguito al voto del soviet del Nagorno Karabakh il quale, facendo leva sulla legge dell'Urss allora vigente, dichiarò la nascita della Repubblica del Karabakh Montagnoso (Nagorno Karabakh) - Artsakh. In base a tale legge del 3 aprile 1990 se all'interno di una repubblica che decideva il distacco dall'Unione vi era una regione autonoma (oblast') questa aveva diritto di scegliere attraverso una libera manifestazione di volontà popolare se seguire o meno la repubblica secessionista nel suo distacco dall'Urss.
Il 30 agosto 1991, l'Azerbaigian deliberò di lasciare l'Unione e diede vita alla repubblica di Azerbaigian. Il 2 settembre il soviet del Nagorno Karabakh decise di non seguire l'Azerbaigian e votò per la costituzione di una entità statale autonoma. Il 26 novembre il Consiglio supremo dell'Azerbaigian riunito in sessione straordinaria votò una mozione per l'abolizione dello statuto autonomo del Karabakh ma la Corte Costituzionale sovietica due giorni dopo la respinse in quanto non più materia sulla quale l'Azerbaigian poteva legiferare. Il 10 dicembre 1991 la neonata repubblica del Nagorno Karabakh (Artsakh) approvò il referendum confermativo al quale fecero seguito le elezioni politiche. Il 6 gennaio venne ufficialmente proclamata la repubblica, il 31 dello stesso mese cominciano i bombardamenti azeri sull'Artsakh.
Nel vuoto lasciato dal crollo sovietico, lo scontro tra le due neonate repubbliche finì con l'essere fortemente influenzato dalla politica militare della Federazione Russa. Si ritiene infatti che la Russia tese a manipolare le rivalità tra le parti, rifornendole entrambe di armi e riuscendo così a tenere sotto controllo i due contendenti. Il massiccio contributo russo alla guerra fu denunciato dal capo della Commissione Permanente della Duma, generale Lev Rochlin, poi ucciso dalla moglie Tamara in circostanze poco chiare. Secondo Rochlin, munizioni per un miliardo di dollari furono illegalmente trasferite all'Armenia tra il 1992 e il 1994. Da parte sua, l'Armenia denunciava il fatto che l'Azerbaigian stesse ricevendo molti aiuti dalla Turchia.
Alla fine del 1993 la guerra aveva provocato migliaia di vittime e centinaia di migliaia di rifugiati da entrambe le parti. Nel novembre 1993, Heydar Aliyev stimò che circa 16.000 militari azeri avevano perso la vita e 22.000 erano rimasti feriti durante sei anni di guerra. Le Nazioni Unite stimarono circa un milione di rifugiati in Azerbaigian nel 1993. A tentare una mediazione furono la Russia, il Kazakistan e l'Iran, a cui si aggiunsero altri paesi, l'ONU e la CSCE. Tutti i negoziati ebbero scarso successo e spesso i cessate il fuoco non vennero rispettati.
Il 5 maggio 1994 venne firmato a Bishkek (Kirghizistan) un accordo di cessate il fuoco.

## Il consolidamento dello Stato
Il complesso processo di pace riguardante il Nagorno Karabakh è entrato in una nuova fase nel 2004, quando ha avuto inizio il “processo di Praga”; in quel caso, come anche in occasione della dichiarazione di Madrid del novembre 2007 o la dichiarazione di Mosca del novembre 2008, gli accordi sono stati sottoscritti da Armenia ed Azerbaigian, senza la partecipazione delle autorità dello stesso Nagorno Karabakh. Il 27 ottobre 2010, il presidente russo Medvedev ha annunciato che i governi di Armenia e Azerbaigian hanno raggiunto un accordo per uno scambio di prigionieri catturati durante il conflitto nella regione.
Le trattative negoziali non sono tuttavia approdate ancora ad un accordo finale di pace e lungo il confine tra Nagorno Karabakh ed Azerbaigian si registrano numerose violazioni del cessate il fuoco.
Pur in tale incertezza diplomatica, la repubblica de facto del Nagorno Karabakh (dal 20 febbraio 2017 chiamata repubblica dell'Artsakh) prosegue il suo percorso di consolidamento dell'apparato statale e, a partire dal 2012, è riuscita ad ottenere anche riconoscimenti internazionali, sia pure solo da stati federati.
Il 19 settembre 2023 l'Azerbaigian ha avviato una "operazione anti terrorismo" nella regione, dopo aver chiuso gli spazi aerei con l'Armenia, bombardando la capitale Stepanakert.